# Mařský vrch
Mařský vrch är ett berg i Tjeckien. Det ligger i den sydvästra delen av landet, 120 km söder om huvudstaden Prag. Toppen på Mařský vrch är 871 meter över havet.
Terrängen runt Mařský vrch är kuperad.Runt Mařský vrch är det ganska glesbefolkat, med 31 invånare per kvadratkilometer. Närmaste större samhälle är Vimperk, 5,0 km väster om Mařský vrch. Omgivningarna runt Mařský vrch är en mosaik av jordbruksmark och naturlig växtlighet.